# Жужелица Хике
Жужелица Хике (лат.  Carabus hiekei) — вид жуков-жужелиц из подсемейства собственно жужелиц.   Обособленно стоит в системе подрода. Видовое название дано в честь немецкого энтомолога, специалиста по жукам - Фрица Хике.

## Описание
Локальный эндемик высокогорий центральной части Заилийского Алатау между реками Проходная и Малая Алматинка. Обитает на каменных осыпях, на альпийских лугах на высотах 3000–3500 м над ур. моря, где пока нередок. 

## Охрана
Занесён в Красную книгу Казахстана.